# Bäcks kyrka
Bäcks kyrka är en kyrkobyggnad sedan 2010 i Fredsberg-Bäcks församling (tidigare i Bäcks församling) i Skara stift. Den ligger i den västra delen av Töreboda kommun.

## Kyrkobyggnaden
En tidigare träkyrka på platsen var sannolikt uppförd på medeltiden. Nuvarande stenkyrka uppfördes 1749 och kyrktornet tillkom 1750. I sin nuvarande form består kyrkan av långhus med tresidigt kor i öster och torn i väster. Norr om koret finns en vidbyggd sakristia. I tornets bottenvåning finns vapenhus och ingång.
Långhuset har ett skifferklätt sadeltak som är valmat över koret i öster. Torntaket med lanternin är klädda med kopparplåt. Sakristian har ett skifferklätt sadeltak.

## Inventarier
- Madonnaskulptur från 1100-talets sista fjärdedel utförd i lind. En av landets äldsta och märkligaste, som kan härstamma från Nordtyskland och den enda bevarade i sitt slag. Höjd 85 cm. Verket är skadat och bland annat så saknas Kristusbarnet.[1]
- Dopfunten av täljsten är från 1200-talet med lock av trä.
- Predikstolen är från 1750 och saknar ljudtak. Den blågröna korgen är nedåt avsmalnande och vilar på en grå, åttakantig fot.
- Altaruppsatsen tillkom 1751 och har en rundbågad altartavla målad 1765 Gabriel Lindman.

### Klockor
Kyrkan har två medeltida klockor.
- Den större klockan är av senmedeltida typ och utan inskrifter.
- Lillklockan är av romansk 1200-talstyp och har två tomma skriftband.[2]

## Orgel
Orgeln som är placerad på läktaren i väster har nio stämmor fördelade på två manualer och pedal. Den är tillverkad 1925 av Nordfors & Co. Fasaden är inte ljudande och samtida med orgelverket.
| Huvudverk (I) (C-f3) | Svällverk (II) C-f3) | Pedal (C-d1)            | Koppel   |
| -------------------- | -------------------- | ----------------------- | -------- |
| Borduna 16'          | Salicional 8'        | Subbas 16' (transm.)    | II/I     |
| Principal 8'         | Voix Céleste 8'      | Violoncell 8' (transm.) | II/P     |
| Rörflöjt 8'          | Violin 4'            |                         | I/P      |
| Gamba 8'             |                      |                         | II 4'/II |
|                      |                      |                         | I 4'/I   |

Crescendosvällare för hela orgeln, automatisk pedalväxling, tutti, forte, piano samt utlösare.

## Bilder

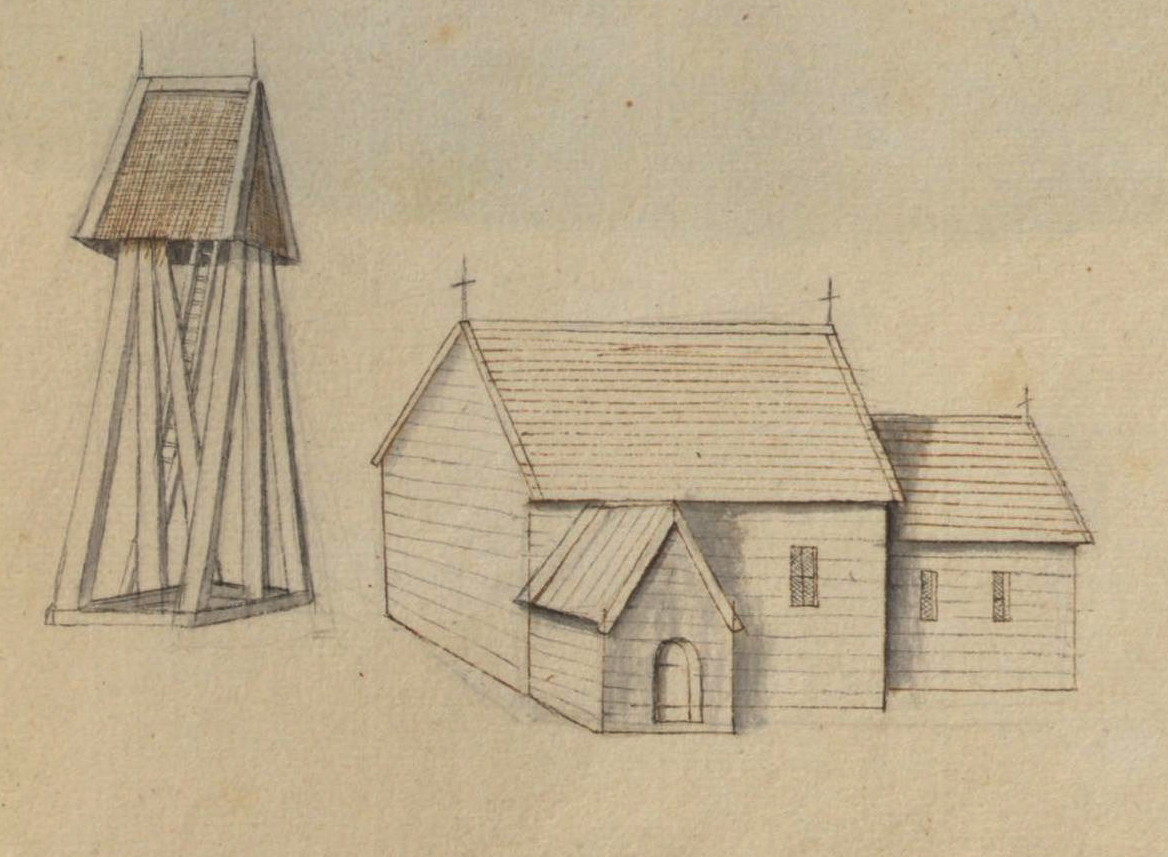
Träkyrkan på teckning omkring 1670.
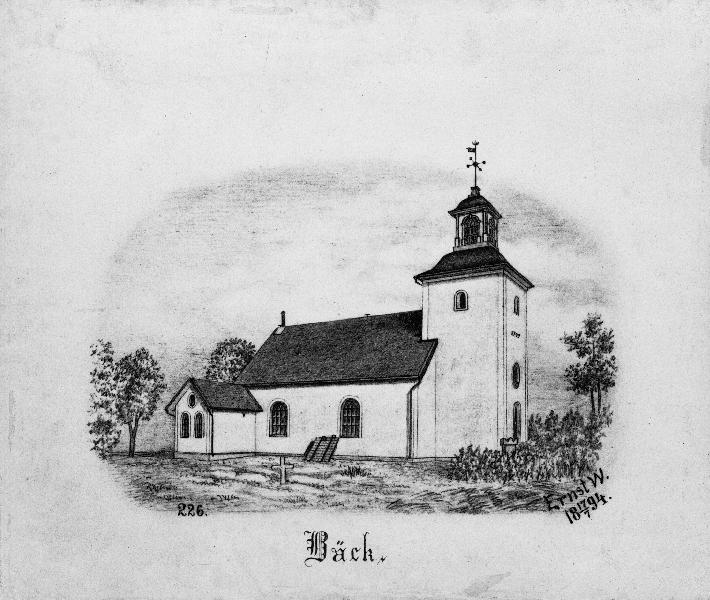
Kyrkan på teckning från 1894.
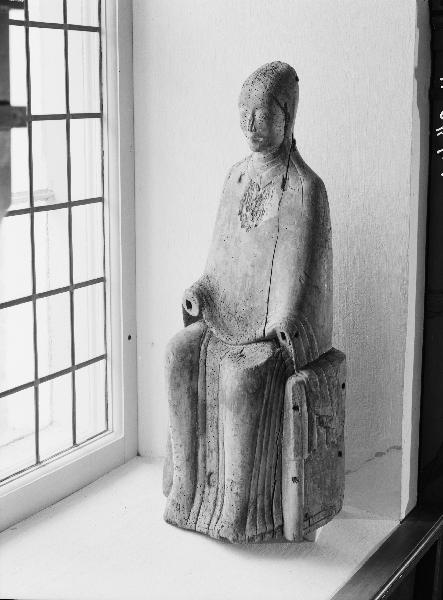
Madonnaskulpturen snett framifrån.
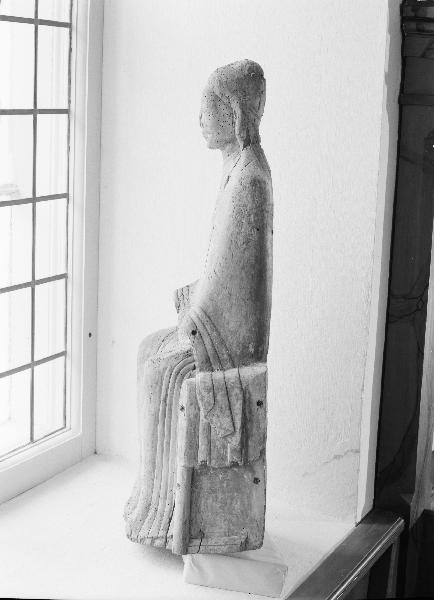
Madonnaskulpturen från sidan.
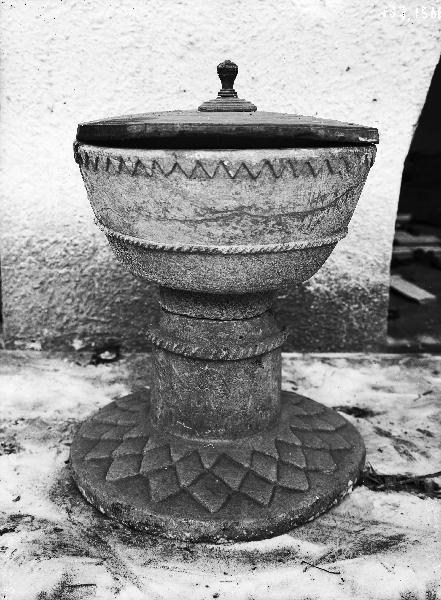
Dopfunten.
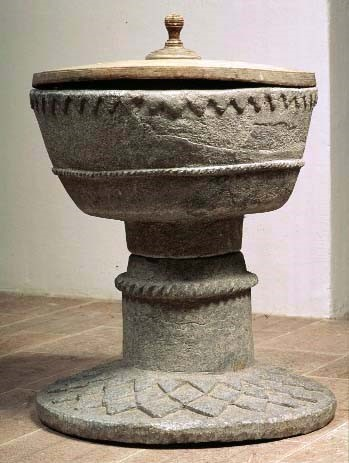